# بیتونتو
شهر  بیتونتو (به ایتالیایی: Bitonto) با جمعیت ۵۶٬۳۰۲ نفر  در ناحیه آپولیا در کشور ایتالیا واقع شده‌است.